# 賀陽郡
賀陽郡是過去位於岡山縣南部的一郡，已於1900年4月1日與下道郡合併為吉備郡。
過去的範圍包括現在的總社市東部北部地區、岡山市北區西南部地區、吉備中央町東部地區。

## 歷史
自古為吉備國和備中國的中樞地區，最初上房郡也是屬於賀陽郡的一部分，後來賀陽郡的北部被劃出設為上房郡。

### 沿革
- 1889年6月1日：實施町村制，賀陽郡下設：總社村、服部村、阿曾村、淺尾村、池田村、曰美村、富山村、足守村、庭瀨村、真金村、高松村、生石村、福谷村、大井村、日近村、岩田村、大和村、菅谷村。（18村）
- 1896年2月26日：（2町16村）
  - 總社村改制為總社町。
  - 足守村改制為足守町。
- 1900年4月1日：下道郡和賀陽郡合併為吉備郡。